# Calophasia lintea
Calophasia lintea är en fjärilsart som beskrevs av Freyer 1841. Calophasia lintea ingår i släktet Calophasia och familjen nattflyn. Inga underarter finns listade i Catalogue of Life.